# الدوري الأردني 1956
الدوري الأردني لعام 1956 كان الموسم الحادي عشر من الدوري الأردني للمحترفين، دوري الدرجة الأولى لأندية كرة القدم الأردنية. فاز نادي الجزيرة بالبطولة حينها.

## وصلات خارجية
- موقع الاتحاد الأردني لكرة القدم